# Portugals præsidentvalg i 1935
Portugals præsidentvalg i 1935 blev afholdt den 17. februar. Resultat var at Óscar Carmona fortsatte som præsident.

## Resultater
| Kandidater                       | Stemmer | %       |
| -------------------------------- | ------- | ------- |
| Óscar Carmona                    | 650,000 | ca. 80% |
| Notater: Listen er ufuldstændig. |         |         |
| Kilde:                           |         |         |